# Ранґанатхан Франсіс
Ранґанатхан Франсіс (15 березня 1920 — 1 грудня 1975) — індійський хокеїст на траві.
Олімпійський чемпіон 1948, 1952, 1956 років.